# Oude Synagoge (Sopron)
De Oude Synagoge van Sopron / Ödenburg   is een Hongaars synagogegebouw uit de 14e eeuw. Het is één van de oudste nog bestaande van Europa en was eerder gelegen in het comitaat Sopron.
Sinds 1967 herbergt het een Joods museum, genaamd het Synagogemuseum van Sopron (Hongaars: Múzeum - Középkori "Ó" Zsinagóga). Wegens antisemitische wetgeving, die in de 14e eeuw gold in het koninkrijk Hongarije, moest men de synagoge verder van de straat afbouwen en er een huis voor plaatsen. Rond de 13e eeuw woonden er al zo'n 10 tot 16 Joodse families in deze Koninklijke vrijstad. De synagoge werd gebouwd in de gotische stijl en beschikt over een mikwe. Sopron beschikte over een echte "Joodse wijk" rondom de Nieuwstraat (Duits: Neugasse, Hongaars: Új Utca).
De ingang leidt naar een grote vierkante hal, waarvan het hoofdportaal uit de gotiek is versierd met een spitsboog en een timpaan uit 1300.
De aron hakodesj in de oostelijke muur, die in een nis gelegen is, toont een rijk versierde stenen omlijsting en een timpaan met fresco's van druiven en bladeren. Delen van de zeshoekige lessenaar op de bimah zijn ook nog origineel.
In 1526 werden de Joden uit Sopron verdreven en werd de synagoge omgebouwd tot woning, tussen 1967 en 1975 is ze gereconstrueerd. Het gebouw beschikt over veel historisch authentieke elementen.
Aan de overzijde van de straat is de Nieuwe Synagoge gelegen, die uit een iets latere tijd stamt en gebouwd werd in opdracht van een Joodse bankier. Deze is niet vrij toegankelijk.

## Afbeeldingen

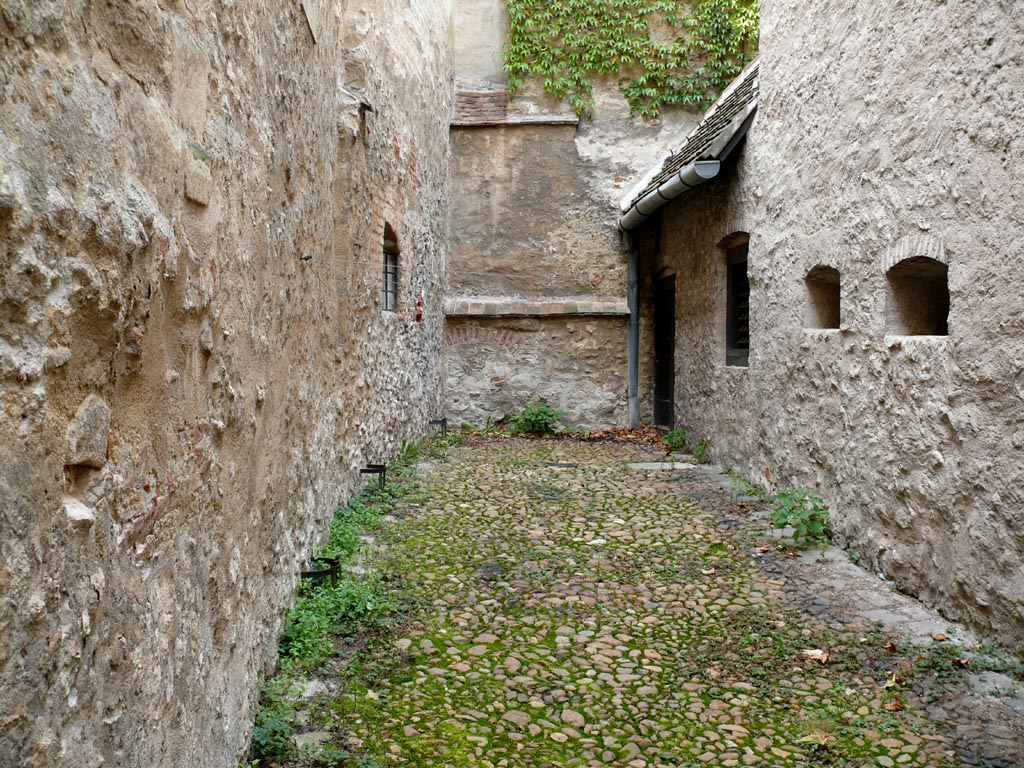
Achter de oude synagoge
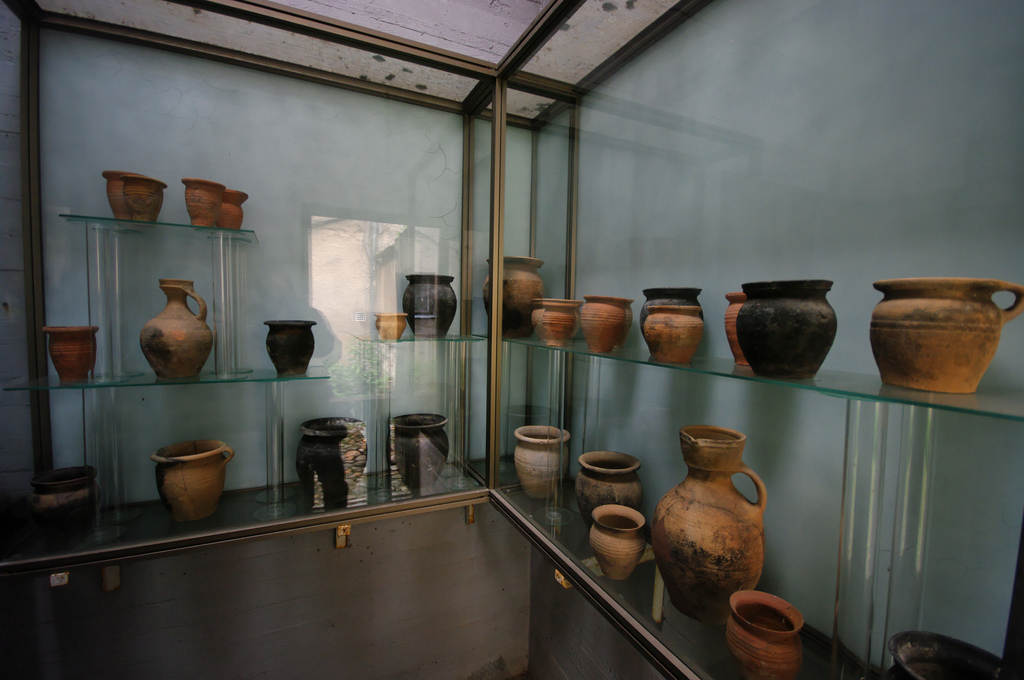
Middeleeuws aardewerk uitgestald aan wanden in het museum
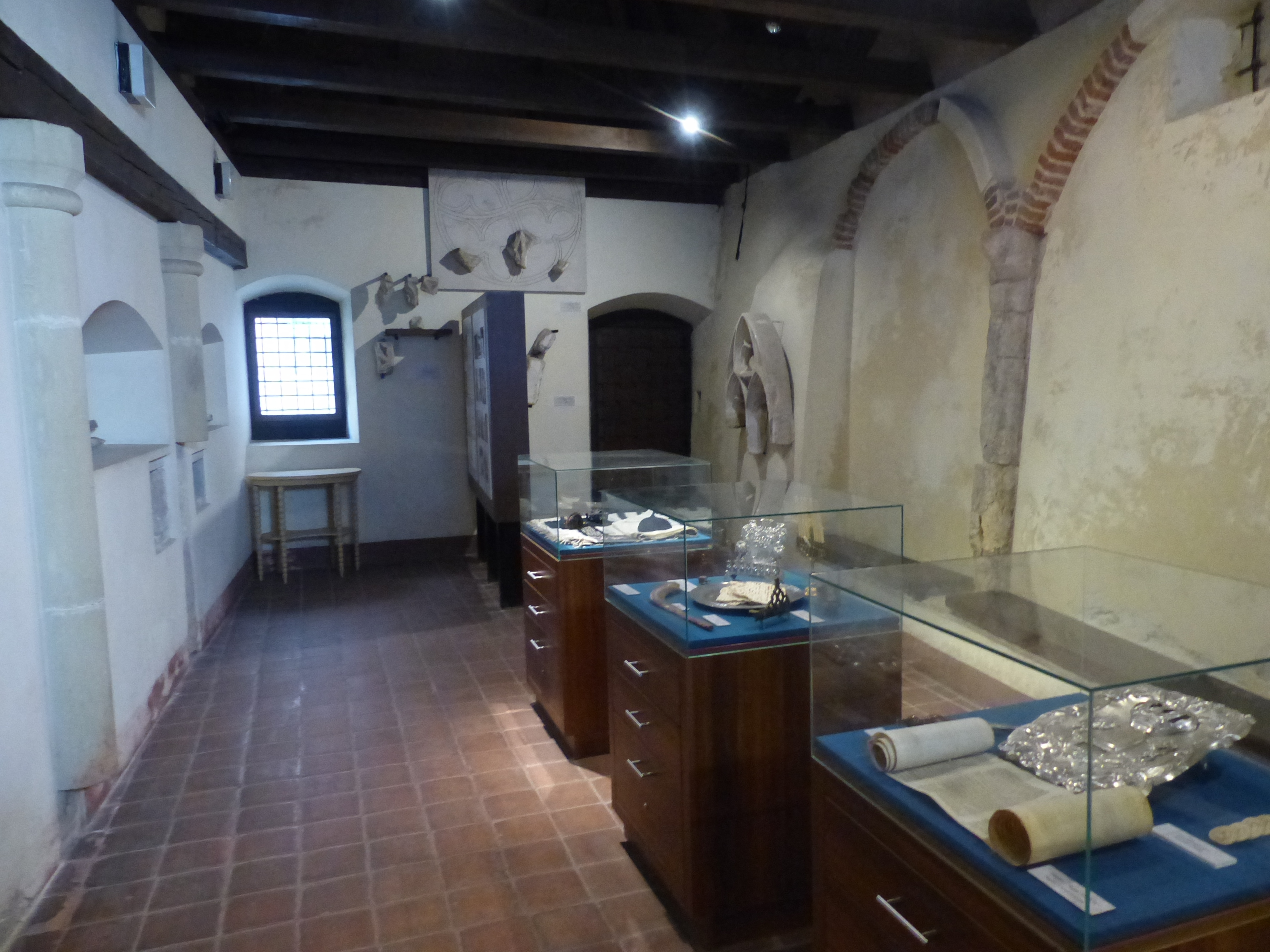
Joodse voorwerpen in vitrines
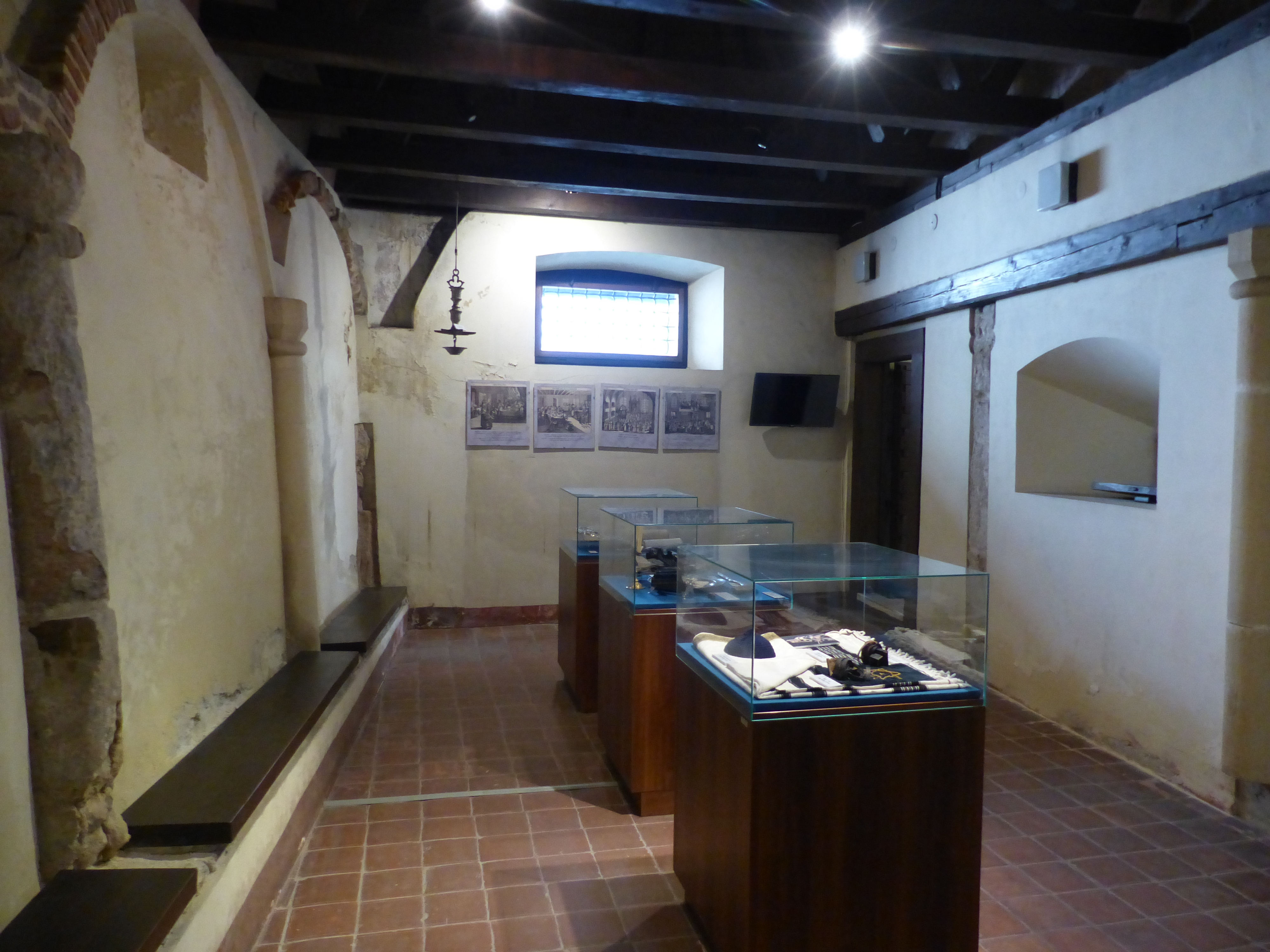
Delen van historische elementen in het museum en vitrines met joodse voorwerpen, waaronder een talliet en een kippah
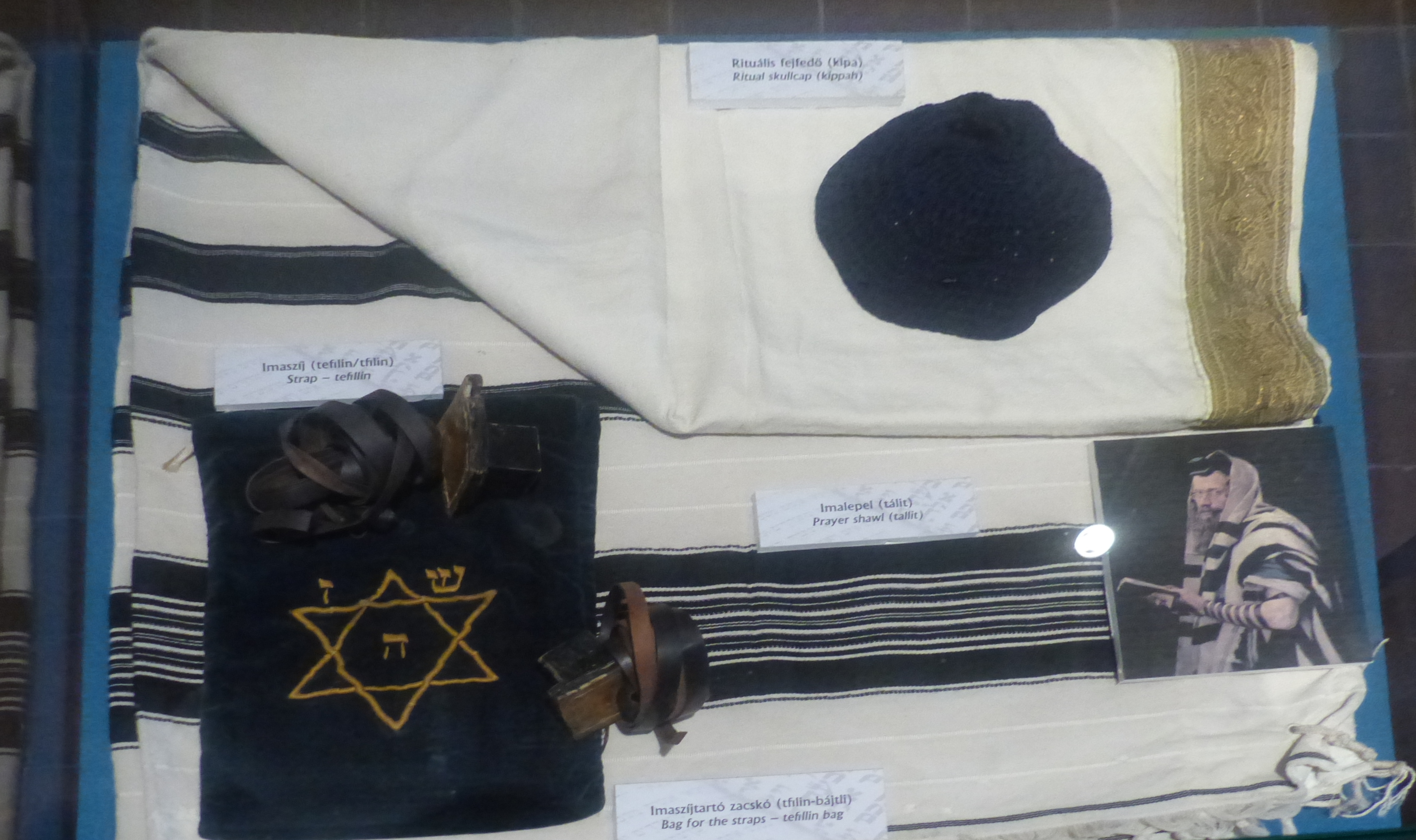
Close-up van Joodse voorwerpen in het museum, met onder andere tefilin.
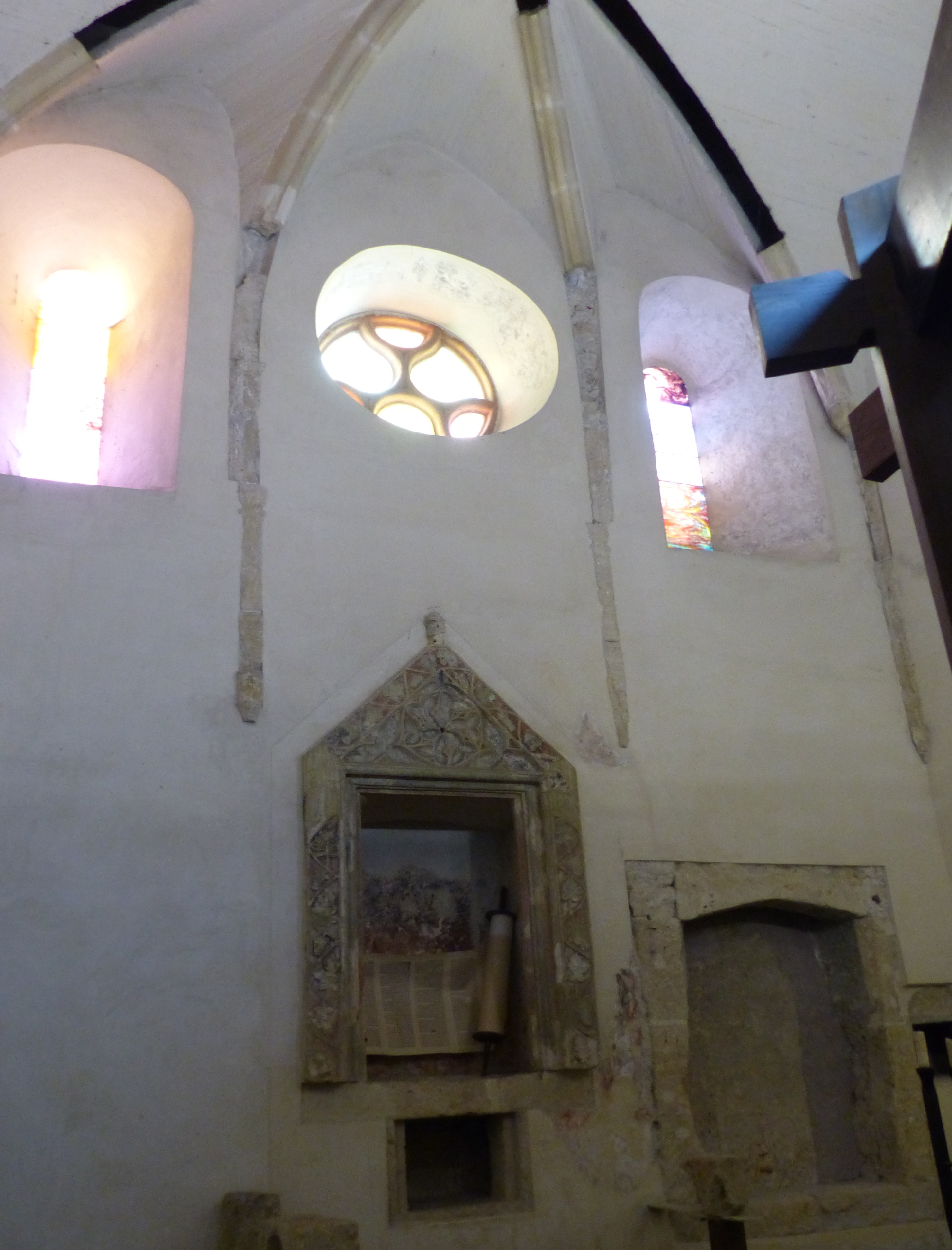
Close-up van nissen, waaronder die van de heilige Arke
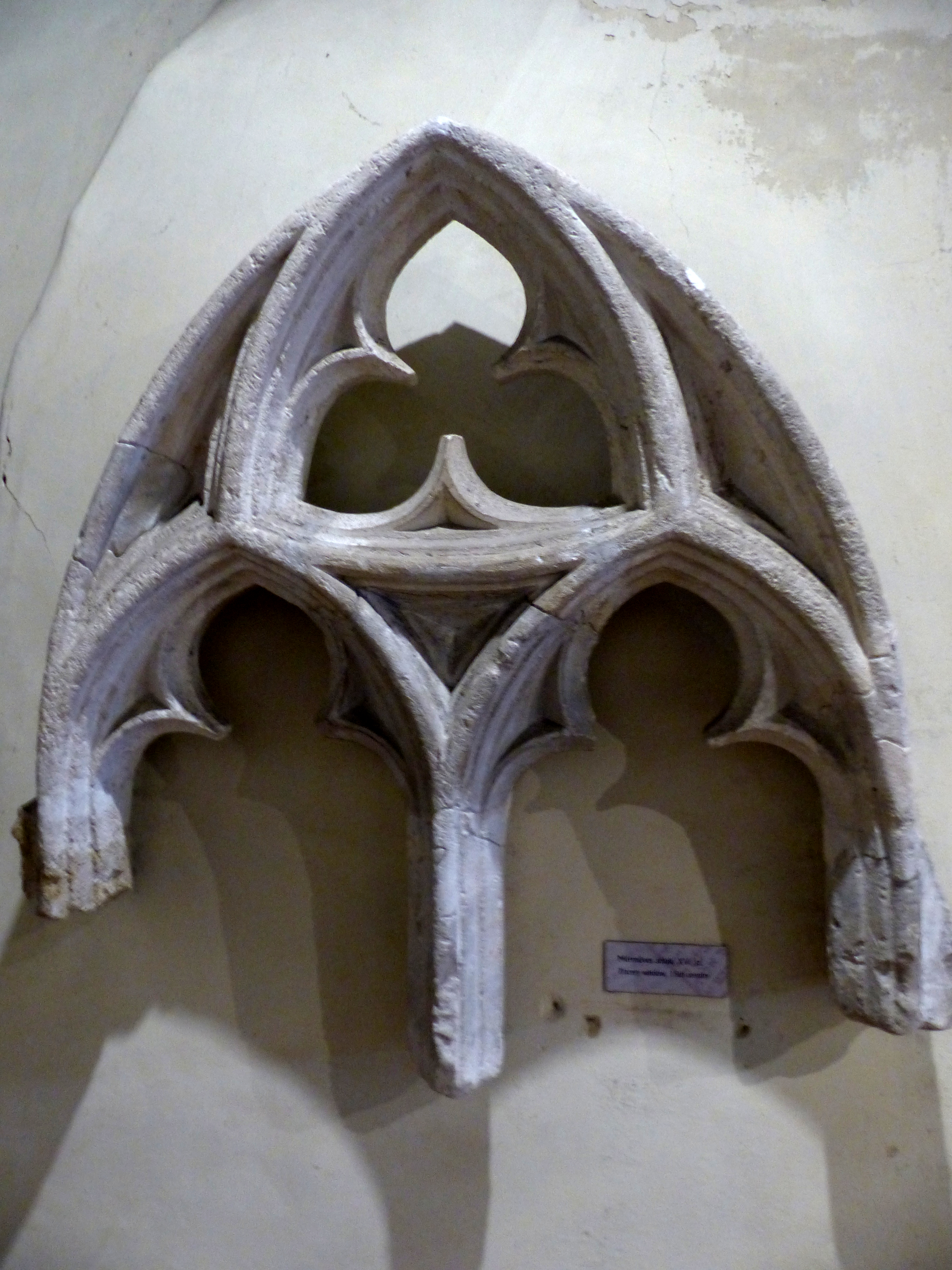
Close-up van een het bovendeel van origineel gotisch venster
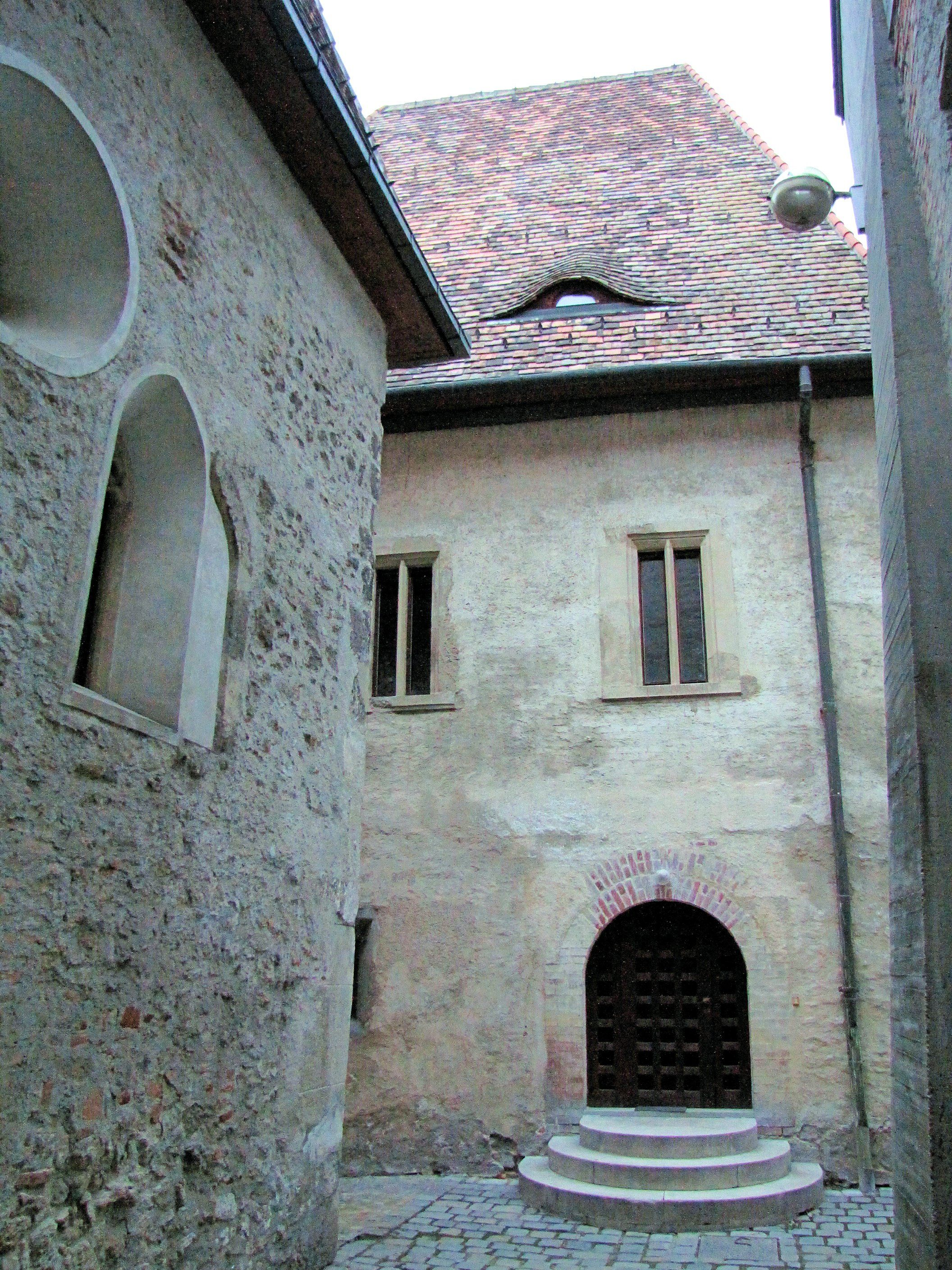
De Nieuwe Synagoge aan de overzijde van de straat.